# Množinska koncentracija
Množinska koncentracija raztopine je množina topljenca v enem litru raztropine. Označimo jo z malo črko c, njena enota pa je 1 molL-1 ali 1M.
{\displaystyle c(topljenca)={\frac {n(topljenca)}{V(raztopine)}}}
V zgornji enačbi n predstavlja množino, V pa je oznaka za prostornino.

## Priprava raztopine
Izračunamo maso in volumen topljenca. Maso stehtamo oziroma odmerimo volumen ter topljenec kvantitativno prenesemo v merilno bučko. Če je topljenec topna snov, ga raztopimo in v bučko prenesemo s pomočjo lija. Količina topila, ki ga moramo sedaj dodati v merilno bučko, je odvisna od topljenca. če smo izračunali maso topljenca v enem litru raztopine, moramo dodati toliko topila, da bo volume topljenca in topila, torej celotne raztopine, en liter. Zadnje kapljice topila dodajamo s kapalko. Pri tem upoštevamo meniskus in topilo dodajamo v bučko v višini oči.

### Primer
Priprava 250mL 0,05M raztopine sladkorja (saharoze). Maso topljenca lahko izračunamo iz molske mase, ki je produkt množinske koncentracije in prostornine raztopine.
{\displaystyle n(saharoze)=c*V(raztopine)=0,05{\frac {mol}{L}}*0,25L=0,0125mol}
Masa je produkt med množino in molsko maso.
{\displaystyle m(saharoze)=n(saharoze)*M(saharoze)=0,0125mol*342{\frac {g}{mol}}=4,275g}
Izračunana je masa, ki jo je potrebno po zgornjem postopku raztopiti v topilu, volumen raztopine mora biti 250mL.